# عدس كوتشي
عدس كوتشي (الاسم العلمي:Lens kotschyana) هو نوع من النباتات يتبع جنس العدس من الفصيلة البقولية.